# Satz-Gestaltungs-Terminal
Satz-Gestaltungs-Terminal (SGT) ist der Markenname für das erste in der Praxis verwendbare und auf dem Markt erhältliche Gerät, mit dem man direkt auf einem Bildschirm grafisch richtig Seiten erstellen konnte. Diese wurden in Satzkommandos einer Linotype CRTronic- oder Linotronic-Fotosetzmaschine umgewandelt. Damit war man im Fotosatz in der Lage, ohne Satzkommandos hergestellte Seiten zu belichten. Das Gerät stellte einen enormen Fortschritt dar, da die mühsame und aufwändige Kodierungsarbeit eingespart werden konnte. Der SGT hat damit das spätere Desktop-Publishing vorweggenommen.

## Geschichte
Hannes Schöllauf, der Entwickler des SGT, experimentierte im Rahmen seiner Druckerei in Haugsdorf, Niederösterreich, schon seit etwa 1975 mit Mikroprozessorlösungen für einen rationellen Fotosatz. Das erste verwendbare Gerät war ein Korrekturterminal mit einem einfachen Textbildschirm und einer Speichermöglichkeit zuerst auf einem Kassettenrekorder und später auf 5 1/4 Zoll-Floppydisks. 1982 begann er, einen Satzcomputer mit einem hochauflösenden grafischen Motorola-Bildschirm und einem 68000er-Prozessor für seine eigenen Zwecke in seiner Druckerei zu entwickeln. Der technische Erfolg seines Gerätes und das Interesse des österreichischen Unternehmens Berthold & Stempel, das für den Vertrieb von Linotype-Fotosetzmaschinen in Österreich und im gesamten Ostblock das Alleinvertretungsrecht hatte, veranlasste Schöllauf, 1983 gemeinsam mit Jörg Wallner die Firma Grafotron zu gründen. Mit einer kleinen Anzahl von Mitarbeitern wurde die Produktion und der europaweite Vertrieb des neuen Gerätes, dem man den Namen SGT gab, begonnen. Schöllauf holte sich für seine Druckerei einen Geschäftsführer, dem er den Betrieb drei Jahre später verkaufte. Er widmete sich nun nur mehr seiner neuen Entwicklung.

Der SGT wurde in den folgenden Jahren weiterentwickelt und in ganz Europa erfolgreich verkauft. Durch den SGT konnte Berthold & Stempel auch viele Linotype-Fotosetzmaschinen verkaufen, die ohne SGT nicht verkäuflich gewesen wären. Die Moskauer Prawda wurde beispielsweise bis zu ihrer Einstellung im Jahre 1996 mit SGTs hergestellt.

Im Jahr 1989 wurde vom österreichischen Patentamt unter der Nummer 389014 ein Patent für die „Zentraleinheit mit Speicher“ des SGT erteilt.

Ende der 1980er-Jahre erwarb die Linotype GmbH in Eschborn in Deutschland die Lizenzrechte für die Erzeugung und den Vertrieb. Anfang der 1990er-Jahre überrollte allerdings das Desktop-Publishing den Erfolg des SGT.

## Funktionsweise
Auf dem für damalige Verhältnisse sehr hochauflösenden Bildschirm wurde interaktiv eine Seite gestaltet. Sie war in verschiedene Blöcke (Text, Linien, Rahmen, Bilder usw.) gegliedert. Die einzelnen Blöcke konnten erzeugt, positioniert, mit Text versehen und verändert werden. Man sah das Ergebnis sofort nach jedem einzelnen Arbeitsschritt grafisch richtig auf dem Bildschirm. Nach Fertigstellung der Arbeit wandelte der Rechner des SGT den gesamten Inhalt in Satzkommandos einer Linotype CRTronic- oder Linotronic-Fotosetzmaschine um. Die kodierten Daten wurden entweder online oder mit einem Datenträger auf eine Linotype-Fotosetzmaschine übertragen und anschließend auf Papier oder Film belichtet. Damit ersparte man sich das bis dahin notwendige mühsame und zeitaufwendige Kodieren einer typografischen Arbeit auf dem Textbildschirm der Fotosetzmaschine. Der Rationalisierungseffekt war daher enorm und trug zum großen Erfolg des Gerätes maßgebend bei.

## Technische Details
Als Prozessor wurde ein 68000er der Firma Motorola verwendet. Der Bildschirm der ersten Version des SGT war ebenfalls von Motorola. Es hatte einen grün leuchtenden Phosphor und wurde im Zeilensprungverfahren betrieben, um die Auflösung zu erhöhen. Der Phosphor war nachleuchtend, um das Flimmern zu minimieren. Die Videofrequenz betrug 42 MHz. Als Videokontroller diente ein 7220 von NEC. Als Speicher wurden 147 kB statisches und 2 MB dynamisches RAM verwendet. Der Bootstrap-Loader war in einem Eprom gespeichert. Als Massenspeicher diente ein 5 1/4 Zoll Floppy Disk Laufwerk.
Ab 1987 gab es den SGT als SGT-PC. Eine CPU-Karte von LP-Elektronik mit einem 68000er, verbunden mit einem Bildschirmkontroller von Grafotron für einen grafischen Bildschirm mit einem NEC 7220 machte den PC zu einem Doppel-CPU-Rechner. Die Peripheriegeräte wie Tastatur, Maus, Harddisk und Floppydisk wurde vom DOS-Betriebssystem gesteuert, das Satzgestaltungsprogramm lief auf dem 68000er, ebenso wurde der grafische Bildschirm über den 68000er und den NEC 7220 gesteuert.

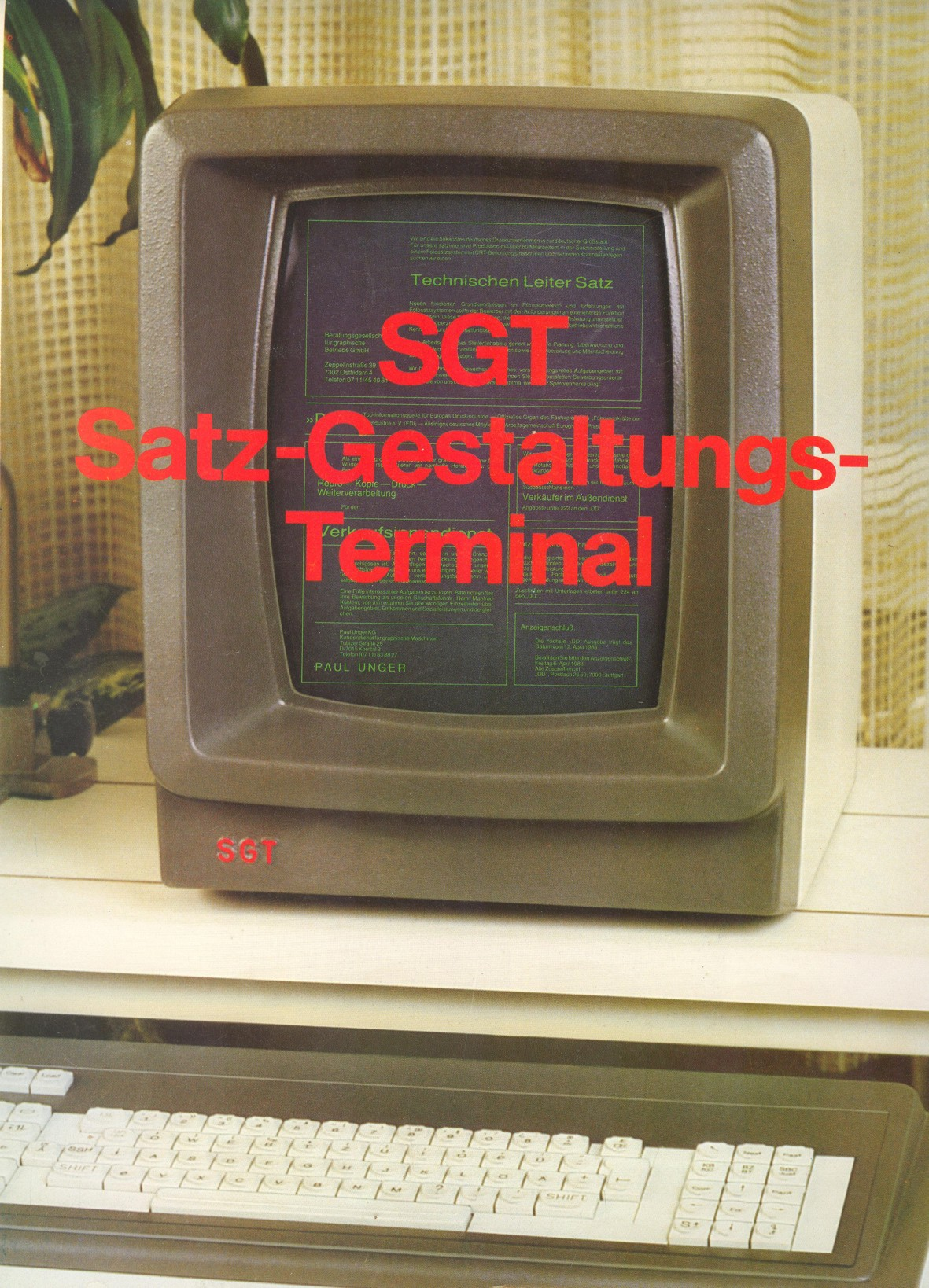
Satz-Gestaltungs-Terminal
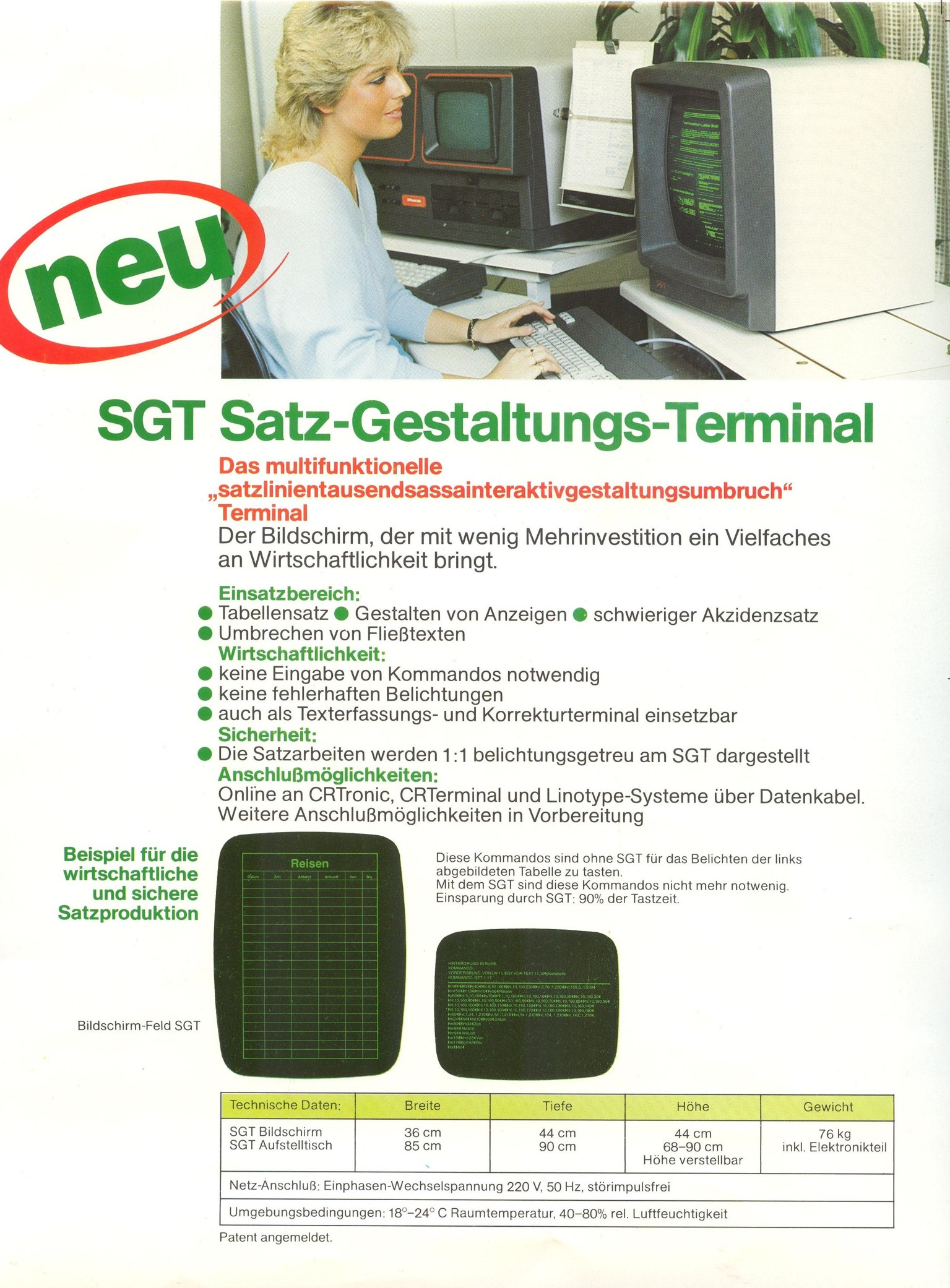
Werbeprospekt
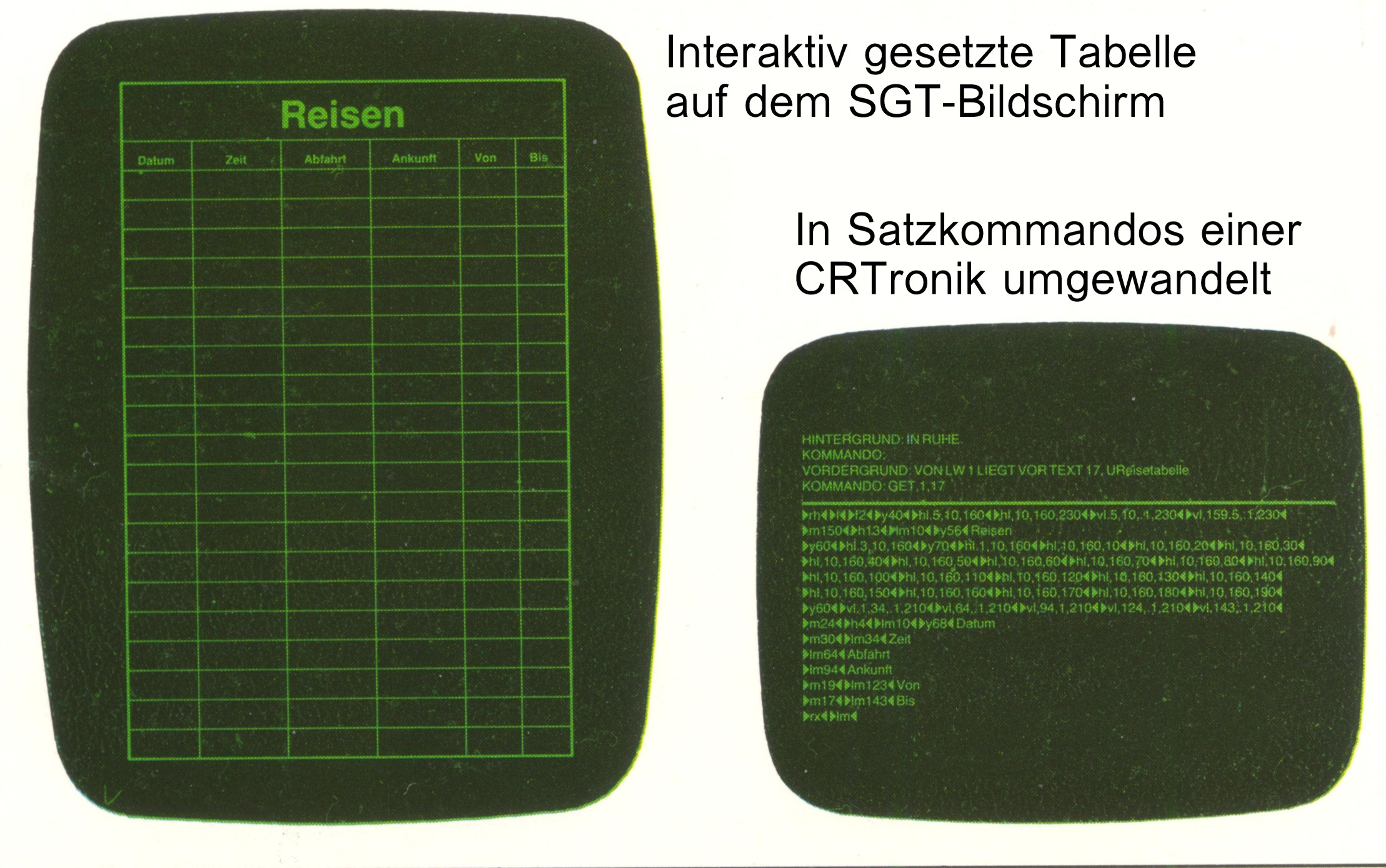
SGT-Bildschirm und CRTronic-Satzkommandos